# 300 (tal)
300 (trehundra) är det naturliga talet som följer 299 och som följs av 301.

## Inom vetenskapen
- 300 Geraldina, en asteroid

## Inom matematiken
- 300 är ett jämnt tal
- 300 är det 24:e triangeltalet
- 300 är ett mycket ymnigt tal
- 300 är ett palindromtal i det Romerska talsystemet.

## Inom media
- 300 är namnet på en tecknad serie av Frank Miller och Lynn Varley, samt dess filmatisering från 2007